# Estadio Wad Madani
El Estadio Wad Madani (en árabe: ملعب ود مدني) es un recinto deportivo de usos múltiples en Wad Medani, en el país africano de Sudán. Actualmente se utiliza sobre todo para los partidos de fútbol y es el estadio sede y habitual del Ittihad Wad Medani, Al Ahly Wad Medani y el Jazeerat Alfeel . El estadio tiene una capacidad para recibir a unas 15.000 personas . Fue sede de varios partidos durante la Copa Africana de Naciones 1970 en Sudán y del Campeonato Africano de Naciones de 2011.